# Bassac (Charente)
Bassac ist ein Ort und eine Gemeinde mit 522 Einwohnern (Stand 1. Januar 2022) im westfranzösischen Département Charente in der Region Nouvelle-Aquitaine.

## Lage
Der Ort Bassac liegt auf dem Nordufer der Charente in der alten Kulturlandschaft des Angoumois in einer Höhe von etwa 25 m ü. d. M. und ist etwa 24 km (Fahrtstrecke) in westlicher Richtung von der Stadt Angoulême bzw. ca. 25 km in östlicher Richtung von der Stadt Cognac entfernt. Die Gemeinde besteht aus mehreren Weilern (hameaux) und Einzelgehöften.

## Bevölkerungsentwicklung
| Jahr      | 1800 | 1851 | 1901 | 1954 | 1999 | 2018 |
| Einwohner | 862  | 808  | 705  | 489  | 464  | 516  |

Der Bevölkerungsrückgang in der ersten Hälfte des 20. Jahrhunderts ist im Wesentlichen auf den Verlust an Arbeitsplätzen infolge der Reblauskrise und der Mechanisierung der Landwirtschaft zurückzuführen.

## Wirtschaft
Lebten die Bewohner des Ortes jahrhundertelang von den Erträgen ihrer Felder und Gärten, so wurden seit dem ausgehenden Mittelalter und in der frühen Neuzeit der Weinbau und -export vorangetrieben, der – nach der Unterbrechung durch die Reblauskrise im ausgehenden 19. und beginnenden 20. Jahrhundert – auch heute noch die wichtigste Einnahmequelle der Gemeinde ausmacht. Auch der Tourismus in Form der Vermietung von Ferienwohnungen (gîtes) spielt eine nicht unbedeutende Rolle für das wirtschaftliche Leben der Gemeinde.

## Geschichte
Aus antiker Zeit sind keine archäologischen Zeugnisse auf dem Gemeindegebiet bekannt. Im Mittelalter lag Bassac an einer Nebenstrecke des Pilgerwegs nach Santiago de Compostela (Via Turonensis). Die wohlhabende Benediktiner-Abtei entstand zu Beginn des 11. Jahrhunderts und zog in den folgenden Jahrhunderten immer wieder verschiedene Kriegsparteien an. Im 19. Jahrhundert wurde der Kreuzgang (cloître) abgerissen.

## Sehenswürdigkeiten

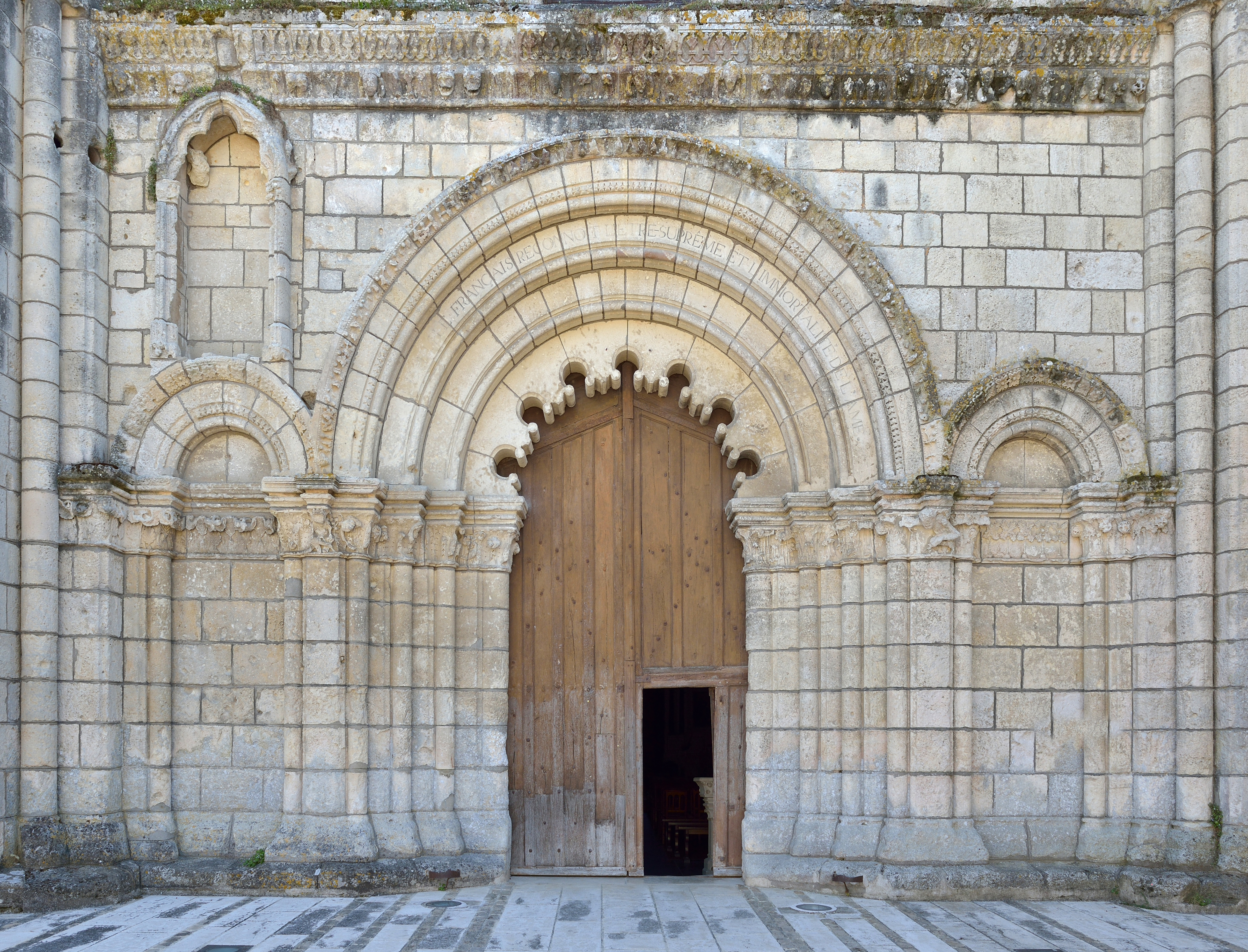
Portalzone der Abteikirche

- Im Jahr 1002 beschloss der damalige Grundherr (seigneur) von Jarnac hier eine Abtei zu gründen – den Grundstein hierzu legte der Bischof Islo von Saintes; die Weihe erfolgte im Jahr 1015. Unter der Führung der Abtei von Saint-Jean-d’Angély in den Jahren 1094 bis 1246 blühte das Kloster auf und so wurden nach Wiedererlangung der Eigenständigkeit im 13. Jahrhundert eine neue Kirche und neue Klausurgebäude errichtet. Im Hundertjährigen Krieg (1337–1453) wurde die Abtei von englisch-gascognischen Truppen schwer beschädigt, aber danach mit Hilfe des Priors von Jarnac wiederaufgebaut und mit einer Mauer umgeben. Während der Hugenottenkriege (1562–1598) wurde sie wechselweise von den Protestanten und Katholiken belagert und zerstört; der Wiederaufbau dauert annähernd 100 Jahre. Die Portalzone zeigt ein bei den romanischen Kirchen der Charente weitverbreitetes Triumphbogenschema mit seitlichen Blendportalen; das Archivoltenportal schließt nach oben mit einem Vielpassbogen ab. Auf der Stirnseite der mittleren Archivolte finden sich Reste der in den Revolutionsjahren angebrachten Inschrift: LE PEUPLE FRANÇAIS RECONNAIT L’ÊTRE SUPRÈME ET L’IMMORTALITÉ DE L’ÂME („Das französische Volk anerkennt das Höchste Wesen und die Unsterblichkeit der Seele“). Der Glockenturm auf der Nordseite ist in seinem unteren Teil noch original; der Spitzhelm ist dagegen ein Werk des 19. Jahrhunderts. Das Kirchenschiff zeigt im unteren Teil noch spätromanische bzw. frühgotische Elemente; die Gewölbe wurden dagegen im 17. Jahrhundert erneuert. Die flachschließende Apsis zeigt ein großes Fenster mit spätgotischem Flamboyant-Maßwerk. Kirche und Klostergebäude wurden bereits im Jahr 1880 als Monument historique[2] anerkannt.
- In dem einst zur Abtei gehörenden Klostergarten steht noch ein Haus (Manoir des Plantes) aus der ersten Hälfte des 18. Jahrhunderts. Es steht seit 1985 ebenfalls unter Denkmalschutz.[3]